# 淡水港燈塔
淡水港燈塔是一座位於臺灣新北市淡水區淡水港北岸（即淡水河口北岸沙崙）的燈塔，是台灣本島唯一位於河口的燈塔。

## 沿革
淡水港燈塔的興建，起因於天津條約簽訂後淡水港開放為通商口岸後，外商輪船進出頻仍，為改善導航設施與減少船難而特別建造。其前身創建於臺灣清治時期嘉慶元年（公元1796年），由當地居民募款建設，塔身用天然丸石砌造，高約四公尺，使用油燈，於日沒出時點滅燈火，稱為「望高樓」，為台灣島最古老的燈塔。西元1888年（光緒14年），由中國海關總稅務司另建的淡水港燈塔，為一座白色方形西式鐵塔，高15.8公尺，裝用六等煤油定光燈，光力一百燭。1926年改用電燈，1951年改用閃光燈，每三秒一閃，光力四千燭光，見距十一浬。1969年（民國58年）遷建為方形鋼架新塔。

## 構造
淡水港燈塔係一無人看守之燈塔，外觀為方形鋼架燈塔，塔高32.7公尺，主燈裝有四等交流電燈，每八秒一閃白光，光力二萬八千支燭光，主燈下方並裝設新式分弧導燈，指示進入淡水港航道。今日航行於臺灣海峽的船隻，多半已裝設有衛星導航系統，然而許多駕駛舢舨出海的淡水漁民仍會利用此一燈塔來指引正確的航向。

## 外部連結
- 淡水港燈塔 （页面存档备份，存于）
- 交通部航港局-淡水港燈塔 （页面存档备份，存于）